# Barun Münchhausen
Barun Münchhausen je književni lik plemića iz knjige njemačkoga pisca Rudolfa Ericha Raspea "Barun Münchhausenova pripovijest o njegovim čudesnim putovanjima i kampanjama u Rusiji" iz 1785. godine. Poznat je kao veliki lažac, koji jako preuveličava događaje.
Lik se labavo temelji na pravom barunu, Hieronymusu Karlu Friedrichu Freiherr von Münchhausenu (1720. – 1797).
Rođen je u Bodenwerderu, u elektorat Brunswick-Lüneburg u Njemačkoj. Pravi Münchhausen borio se za Rusko Carstvo u Rusko-turskom ratu od 1735. do 1739. Nakon odlaska u mirovinu 1760. godine postao je zvijezda u njemačkim aristokratskim krugovima zbog neobičnih priča o vojnoj karijeri. 
Nakon što je čuo neke od Münchhausenovih priča, Raspe ih je anonimno prilagodio u književni oblik, prvo na njemačkom u časopisima, a zatim na engleskom kao knjigu, koju je prvi put objavio 1785. Knjiga je ubrzo prevedena na druge europske jezike, uključujući i njemačku verziju koju je proširio pjesnik Gottfried August Bürger. 
Münchhausen u stvarnom životu bio je duboko uznemiren razvojem književnog lika koji nosi njegovo ime i prijetio je pravnim postupcima protiv izdavača knjige. Možda se bojeći sudskoga procesa, Raspe nikada nije priznao svoje autorsko djelo, koje je postalo takvo postumno.